# Jamazaki Mei
 Jamazaki Mei (山﨑愛生; Szapporo, 2005. június 28. –)  japán énekesnő és táncosnő. A Morning Musume 15. generációs tagja, a Hello Pro Kenshuusei Hokkaido volt tagja.

## Életrajza
Jamazaki Mei 2005. június 28-án született Hokkaidoban, Japánban.
2016. július 16-án bejelentették, hogy csatlakozik az újonnan alapított gyakornoki ághoz, a Hello Pro Kenshuusei Hokkaido-hoz.  Meit hivatalosan az első hét tag egyikeként mutatták be július 30-án.
2018. május 6-án elnyerte a legjobb énekes díját, 2019-ben pedig a legjobb karakter díját. Az év nyarán bejelentették, hogy csatlakozik a Morning Musume 15. generációjához.

## Filmográfia
- [2016–] Hello! Project Station
- [2016–2019] Hello! to meet you!
- [2017–] Upcoming
- [2019–] tiny tiny
- [2019–] OMAKE CHANNEL
- [2019] Hello Pro Kouhaku Taiko THE☆BATTLE 2019
- [2019–] Morning Musume '19 no Morning Jogakuin ~Houkago Meeting~
- [2019–] Three stations
- [2020] Hello Pro ONE×ONE
- [2020] Hello Pro no Oshigoto Challenge! 2

## Diszkográfia

### Kislemezek

#### Morning Musume
- KOKORO&KARADA / LOVEpedia / Ningen Kankei No way way
- Junjou Evidence / Gyuusaretai Dake na no ni

#### Hello Pro Kenshuusei Hokkaido
- Real☆Little☆Girl / Kanojo ni Naritai!!!
- Hankouki! / Ice day Party

### Albumok

#### Morning Musume
- 15 Thank You, Too
- 16th ~That’s J-POP~

#### Hello! Project
- Petit Best 19
- Petit Best 20 2020

#### Hello Pro Kenshuusei
- Rainbow×2

## Publikációk

### Fotókönyvek
- [2020.06.12.] Mei
- [2021.08.21] Mei16